# فيلي موزر (عسكري)
فيلي موزر (بالألمانية: Willi Moser)‏ هو عسكري ألماني، ولد في 2 نوفمبر 1887 في فروتسواف في بولندا، وتوفي في 18 أكتوبر 1946 في روسيا.